# Conophymacris chinensis
Conophymacris chinensis är en insektsart som beskrevs av Willemse, C. 1933. Conophymacris chinensis ingår i släktet Conophymacris och familjen Dericorythidae. Inga underarter finns listade i Catalogue of Life.